# ادیسون (واشینگتن)
ادیسون (به انگلیسی: Edison) یک منطقهٔ مسکونی در ایالات متحده آمریکا است که در شهرستان اسکاگیت، واشینگتن واقع شده‌است. ادیسون ۱٫۵ کیلومتر مربع مساحت و ۱۳۳ نفر جمعیت دارد و ۲ متر بالاتر از سطح دریا واقع شده‌است.